# Lista över fornlämningar i Gotlands kommun (Östergarn)
Lista över fornlämningar i Gotlands kommun (Östergarn) är en förteckning av ett urval av de fornlämningar som finns i Östergarn i Gotlands kommun.
| Namn                      | Lämningstyp                      | Tillkomsttid | Historisk indelning | Plats | Läge                 | ID-nr          | Bild                                      |
| ------------------------- | -------------------------------- | ------------ | ------------------- | ----- | -------------------- | -------------- | ----------------------------------------- |
| Östergarn 3:1             | Hällristning                     |              | Östergarn, Gotland  |       | 57.416655, 18.861857 | 11100000001510 | Ladda upp en bild av detta fornminne      |
| Östergarn 4:1             | Husgrund, förhistorisk/medeltida |              | Östergarn, Gotland  |       | 57.410941, 18.850335 | 10098300040001 | Ladda upp en bild av detta fornminne      |
| Östergarn 4:2             | Husgrund, förhistorisk/medeltida |              | Östergarn, Gotland  |       | 57.410893, 18.849855 | 10098300040002 | Ladda upp en bild av detta fornminne      |
| Östergarn 4:3             | Husgrund, förhistorisk/medeltida |              | Östergarn, Gotland  |       | 57.411145, 18.849242 | 10098300040003 | Ladda upp en bild av detta fornminne      |
| Östergarn 4:4             | Husgrund, förhistorisk/medeltida |              | Östergarn, Gotland  |       | 57.410967, 18.849121 | 10098300040004 | Ladda upp en bild av detta fornminne      |
| Östergarn 5:1             | Gravfält                         |              | Östergarn, Gotland  |       | 57.408262, 18.847231 | 10098300050001 | Ladda upp en bild av detta fornminne      |
| Östergarn 6:1             | Röse                             |              | Östergarn, Gotland  |       | 57.410020, 18.844734 | 10098300060001 | Ladda upp en bild av detta fornminne      |
| Östergarn 6:2             | Stensättning                     |              | Östergarn, Gotland  |       | 57.410061, 18.845130 | 10098300060002 | Ladda upp en bild av detta fornminne      |
| Östergarn 7:1             | Röse                             |              | Östergarn, Gotland  |       | 57.409250, 18.842349 | 10098300070001 | Ladda upp en bild av detta fornminne      |
| Östergarn 7:2             | Grav markerad av sten/block      |              | Östergarn, Gotland  |       | 57.409279, 18.842184 | 10098300070002 | Ladda upp en bild av detta fornminne      |
| Östergarn 7:3             | Grav markerad av sten/block      |              | Östergarn, Gotland  |       | 57.409226, 18.842091 | 10098300070003 | Ladda upp en bild av detta fornminne      |
| Marterör (Östergarn 10:1) | Röse                             |              | Östergarn, Gotland  |       | 57.411858, 18.907738 | 10098300100001 | Ladda upp en bild av detta fornminne      |
| Östergarn 13:1            | Fornborg                         |              | Östergarn, Gotland  |       | 57.442190, 18.889014 | 10098300130001 | Ladda upp en till bild av detta fornminne |
| Östergarn 14:1            | Fästning/skans                   |              | Östergarn, Gotland  |       | 57.421672, 18.928625 | 10098300140001 | Ladda upp en bild av detta fornminne      |
| Östergarn 16:1            | Stensättning                     |              | Östergarn, Gotland  |       | 57.419461, 18.849520 | 10098300160001 | Ladda upp en bild av detta fornminne      |
| Östergarn 17:1            | Gravfält                         |              | Östergarn, Gotland  |       | 57.413926, 18.840962 | 10098300170001 | Ladda upp en bild av detta fornminne      |
| Östergarn 20:1            | Fornborg                         |              | Östergarn, Gotland  |       | 57.441651, 18.962221 | 10098300200001 | Ladda upp en till bild av detta fornminne |
| Östergarn 21:1            | Röse                             |              | Östergarn, Gotland  |       | 57.442857, 18.986415 | 10098300210001 | Ladda upp en bild av detta fornminne      |
| Östergarn 23:1            | Hällristning                     |              | Östergarn, Gotland  |       | 57.433138, 18.868202 | 11100000001511 | Ladda upp en bild av detta fornminne      |
| Östergarn 23:2            | Hällristning                     |              | Östergarn, Gotland  |       | 57.433153, 18.867982 | 11100000001512 | Ladda upp en bild av detta fornminne      |
| Östergarn 23:3            | Hällristning                     |              | Östergarn, Gotland  |       | 57.433135, 18.868892 | 11100000001513 | Ladda upp en bild av detta fornminne      |
| Östergarn 23:4            | Hällristning                     |              | Östergarn, Gotland  |       | 57.433056, 18.868969 | 11100000001514 | Ladda upp en bild av detta fornminne      |
| Östergarn 25:1            | Stensättning                     |              | Östergarn, Gotland  |       | 57.443705, 18.978339 | 10098300250001 | Ladda upp en bild av detta fornminne      |
| Östergarn 26:1            | Stensättning                     |              | Östergarn, Gotland  |       | 57.420763, 18.826211 | 10098300260001 | Ladda upp en bild av detta fornminne      |
| Östergarn 27:1            | Stensättning                     |              | Östergarn, Gotland  |       | 57.418427, 18.822504 | 10098300270001 | Ladda upp en bild av detta fornminne      |
| Östergarn 28:1            | Gravfält                         |              | Östergarn, Gotland  |       | 57.401940, 18.846572 | 10098300280001 | Ladda upp en bild av detta fornminne      |
| Östergarn 31:1            | Röse                             |              | Östergarn, Gotland  |       | 57.414009, 18.903966 | 10098300310001 | Ladda upp en bild av detta fornminne      |
| Östergarn 31:2            | Stensättning                     |              | Östergarn, Gotland  |       | 57.414051, 18.904204 | 10098300310002 | Ladda upp en bild av detta fornminne      |
| Östergarn 42:1            | Stensättning                     |              | Östergarn, Gotland  |       | 57.412056, 18.862887 | 10098300420001 | Ladda upp en bild av detta fornminne      |
| Östergarn 44:1            | Gravfält                         |              | Östergarn, Gotland  |       | 57.409986, 18.846463 | 10098300440001 | Ladda upp en bild av detta fornminne      |
| Östergarn 47:1            | Stensättning                     |              | Östergarn, Gotland  |       | 57.408781, 18.844597 | 10098300470001 | Ladda upp en bild av detta fornminne      |
| Östergarn 47:2            | Stensättning                     |              | Östergarn, Gotland  |       | 57.408756, 18.844465 | 10098300470002 | Ladda upp en bild av detta fornminne      |
| Östergarn 47:3            | Stensättning                     |              | Östergarn, Gotland  |       | 57.408705, 18.844773 | 10098300470003 | Ladda upp en bild av detta fornminne      |
| Östergarn 51:1            | Stensättning                     |              | Östergarn, Gotland  |       | 57.403796, 18.865390 | 10098300510001 | Ladda upp en bild av detta fornminne      |
| Östergarn 52:1            | Röse                             |              | Östergarn, Gotland  |       | 57.409657, 18.861847 | 10098300520001 | Ladda upp en bild av detta fornminne      |
| Östergarn 57:1            | Stensättning                     |              | Östergarn, Gotland  |       | 57.429409, 18.848021 | 10098300570001 | Ladda upp en bild av detta fornminne      |
| Östergarn 57:2            | Stensättning                     |              | Östergarn, Gotland  |       | 57.429331, 18.847996 | 10098300570002 | Ladda upp en bild av detta fornminne      |
| Östergarn 57:3            | Stensättning                     |              | Östergarn, Gotland  |       | 57.429381, 18.848208 | 10098300570003 | Ladda upp en bild av detta fornminne      |
| Östergarn 68:1            | Hällristning                     |              | Östergarn, Gotland  |       | 57.433769, 18.874657 | 11100000001515 | Ladda upp en bild av detta fornminne      |
| Östergarn 69:1            | Hällristning                     |              | Östergarn, Gotland  |       | 57.439244, 18.879210 | 11100000001516 | Ladda upp en bild av detta fornminne      |
| Östergarn 70:1            | Hällristning                     |              | Östergarn, Gotland  |       | 57.441546, 18.883910 | 11100000001517 | Ladda upp en bild av detta fornminne      |
| Östergarn 70:2            | Hällristning                     |              | Östergarn, Gotland  |       | 57.441617, 18.883876 | 11100000001518 | Ladda upp en bild av detta fornminne      |
| Östergarn 70:3            | Hällristning                     |              | Östergarn, Gotland  |       | 57.441664, 18.883966 | 11100000001519 | Ladda upp en bild av detta fornminne      |
| Östergarn 70:4            | Hällristning                     |              | Östergarn, Gotland  |       | 57.441680, 18.884125 | 11100000001520 | Ladda upp en bild av detta fornminne      |
| Östergarn 70:5            | Hällristning                     |              | Östergarn, Gotland  |       | 57.441947, 18.884489 | 11100000001521 | Ladda upp en bild av detta fornminne      |
| Östergarn 73:1            | Stensättning                     |              | Östergarn, Gotland  |       | 57.422067, 18.881809 | 10098300730001 | Ladda upp en bild av detta fornminne      |
| Östergarn 73:2            | Stensättning                     |              | Östergarn, Gotland  |       | 57.422045, 18.882072 | 10098300730002 | Ladda upp en bild av detta fornminne      |
| Östergarn 82:1            | Husgrund, förhistorisk/medeltida |              | Östergarn, Gotland  |       | 57.416120, 18.892327 | 10098300820001 | Ladda upp en bild av detta fornminne      |
| Östergarn 94:1            | Stensättning                     |              | Östergarn, Gotland  |       | 57.416213, 18.849786 | 10098300940001 | Ladda upp en bild av detta fornminne      |
| Östergarn 101:1           | Hällristning                     |              | Östergarn, Gotland  |       | 57.414789, 18.915545 | 11100000001522 | Ladda upp en bild av detta fornminne      |
| Östergarn 104:1           | Stensättning                     |              | Östergarn, Gotland  |       | 57.441969, 18.982648 | 10098301040001 | Ladda upp en bild av detta fornminne      |
| Östergarn 108:1           | Stensättning                     |              | Östergarn, Gotland  |       | 57.423930, 18.881870 | 10098301080001 | Ladda upp en bild av detta fornminne      |
| Östergarn 111:1           | Hällristning                     |              | Östergarn, Gotland  |       | 57.442357, 18.879985 | 11100000001523 | Ladda upp en bild av detta fornminne      |
| Östergarn 112:1           | Stensättning                     |              | Östergarn, Gotland  |       | 57.443112, 18.884738 | 10098301120001 | Ladda upp en bild av detta fornminne      |
| Östergarn 112:2           | Stensättning                     |              | Östergarn, Gotland  |       | 57.443114, 18.884918 | 10098301120002 | Ladda upp en bild av detta fornminne      |
| Östergarn 112:3           | Stensättning                     |              | Östergarn, Gotland  |       | 57.443264, 18.884803 | 10098301120003 | Ladda upp en bild av detta fornminne      |
| Östergarn 112:4           | Stensättning                     |              | Östergarn, Gotland  |       | 57.443370, 18.885419 | 10098301120004 | Ladda upp en bild av detta fornminne      |
| Östergarn 113:1           | Hällristning                     |              | Östergarn, Gotland  |       | 57.440978, 18.882096 | 11100000001524 | Ladda upp en bild av detta fornminne      |
| Östergarn 113:2           | Hällristning                     |              | Östergarn, Gotland  |       | 57.441090, 18.882099 | 11100000001525 | Ladda upp en bild av detta fornminne      |
| Östergarn 141             | Stridsvärn                       |              | Östergarn, Gotland  |       | 57.263741, 18.532054 | 12000000061233 | Ladda upp en till bild av detta fornminne |
| Östergarn 327             | Grav markerad av sten/block      |              | Östergarn, Gotland  |       | 57.442749, 18.885345 | 12000000076910 | Ladda upp en bild av detta fornminne      |
| Östergarn 328             | Grav markerad av sten/block      |              | Östergarn, Gotland  |       | 57.442395, 18.884127 | 12000000076911 | Ladda upp en bild av detta fornminne      |
| Gammelgarn 2:1            | Gravfält                         |              | Östergarn, Gotland  |       | 57.425457, 18.775985 | 10092100020001 | Ladda upp en bild av detta fornminne      |
| Gammelgarn 156:1          | Gravfält                         |              | Östergarn, Gotland  |       | 57.425568, 18.770878 | 10092101560001 | Ladda upp en bild av detta fornminne      |